# Melekeok

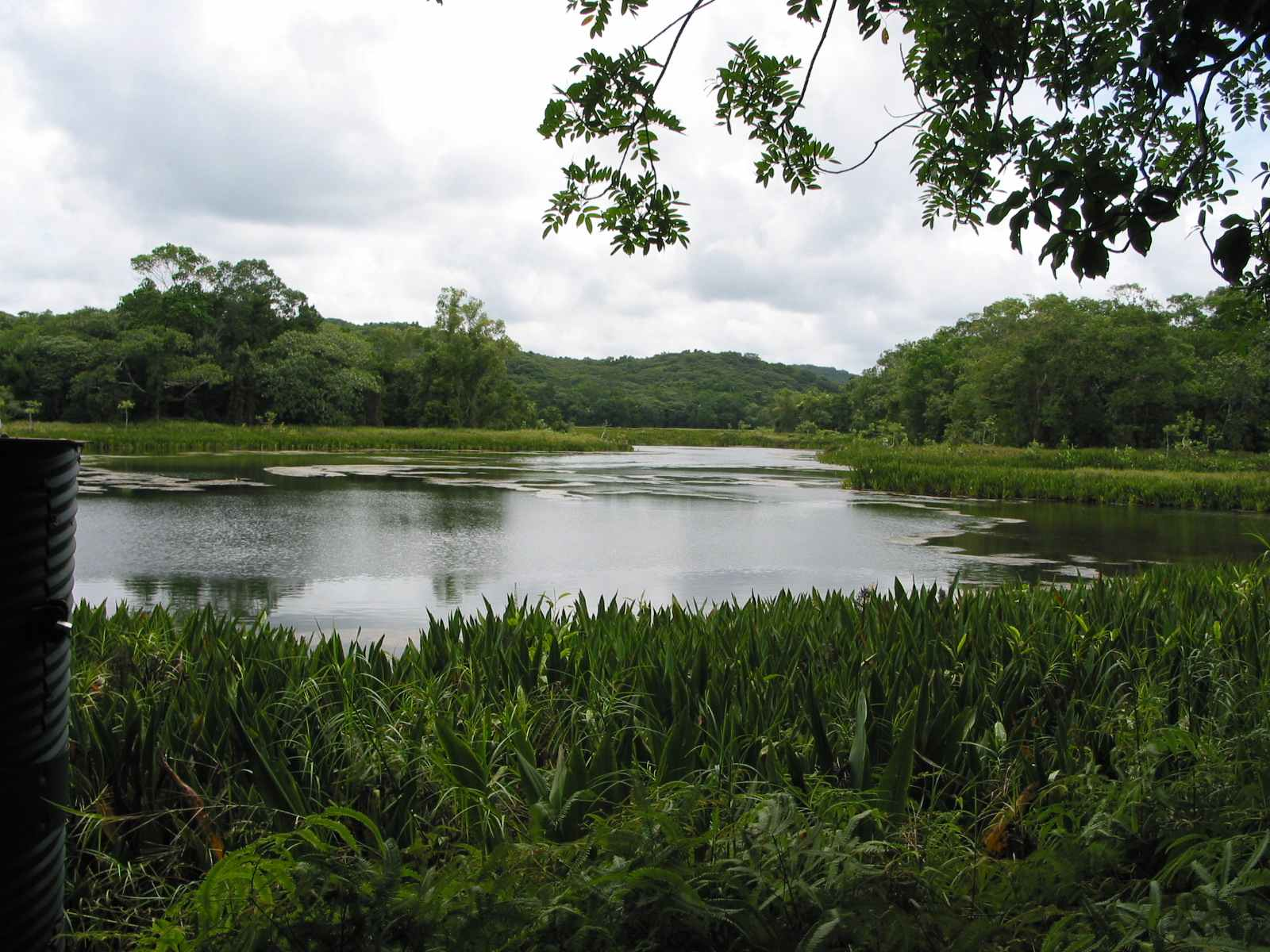
Jezero Ngarok

Melekeok je jeden ze šestnácti států republiky Palau, ležící na východním pobřeží jejího největšího ostrova Babeldaob. Žije zde 391 obyvatel (stav 2005), má 28 km² a sousedí se státy Ngchesar na jihu a Ngiwal na severu.
7. října 2006 se do státu Melekeok přemístilo sídlo vlády z bývalého hlavního města Koror. Novým hlavním městem Palau je tak sídlo Ngerulmud.
Stát tvoří 7 vesnic: Melekeok, Ertong, Ngeburch, Ngeremecheluch, Ngermelech, Ngerubesang a Ngeruling.
Nachází se zde jezero Ngardok, které je největší zásobárnou pitné vody v celé Mikronésii (4.93 km²). Žijí v něm krokodýli mořští.